# SNG's fodboldlandshold
SNG's fodboldlandshold var det nationale fodboldhold i SNG i 1992, og landsholdet blev administreret af AFF SNG. Holdet deltog i det EM (1992), som Sovjetunionen havde kvalificeret sig til.
Da Sovjetunionens tidligere stater i løbet af 1992 blev til en række nye stater, blev SNG's fodboldlandshold også opløst.
| Fodbold | Spire Denne artikel om et fodboldlandshold er en spire som bør udbygges. Du er velkommen til at hjælpe Wikipedia ved at udvide den. |

|  | Infoboks uden skabelon Denne artikel har en infoboks dannet af en tabel eller tilsvarende. |